# Danh sách màu sắc và kiểu dáng của Nintendo 3DS
Dưới đây là danh sách màu vỏ và kiểu máy đã được sản xuất cho dòngmáy chơi trò chơi điện tử cầm tay Nintendo 3DS do Nintendo sản xuất. Mặc dù hệ máy ban đầu chỉ ra mắt với hai màu cơ bản, nhưng dòng sản phẩm sau đó đã được mở rộng ra nhiều phiên bản máu khách nhau hơn và cả phiên bản giới hạn, trong đó có những mẫu độc quyền dành cho các khu vực khác nhau. Do đó, danh sách này bao gồm tất cả các biến thể màu của Nintendo 3DS và New Nintendo 3DS, cũng như các phiên bản lớn hơn là Nintendo 3DS XL và New Nintendo 3DS XL cùng với phiên bản iQue 3DS XL của Trung Quốc, và các phiên bản của Nintendo 2DS và Nintendo 2DS XL.

## Nintendo 3ds

### Màu cơ bản
|  | Có sẵn          |
|  | Ngưng phát hành |

| Tên                                                      | Nhật Bản*            | Bắc Mỹ               | Châu Âu              | Úc                   |
| -------------------------------------------------------- | -------------------- | -------------------- | -------------------- | -------------------- |
| Aqua Blue                                                | 26 tháng 2 năm 2011  | 27 tháng 3 năm 2011  | 25 tháng 3 năm 2011  | 31 tháng 3 năm 2011  |
| Cosmo Black                                              | 26 tháng 2 năm 2011  | 27 tháng 3 năm 2011  | 25 tháng 3 năm 2011  | 31 tháng 3 năm 2011  |
| Flare Red Flame Red NA/AUS Metallic RedEUR               | 14 tháng 7 năm 2011  | 9 tháng 9 năm 2011   | 9 tháng 9 năm 2011   | 22 tháng 9 năm 2011  |
| Misty Pink Pearl Pink NA Coral Pink EU Lavender Pink AUS | 20 tháng 10 năm 2011 | 4 tháng 12 năm 2011  | 18 tháng 11 năm 2011 | 17 tháng 11 năm 2011 |
| Ice White                                                | 3 tháng 11 năm 2011  | Không phát hành      | 18 tháng 11 năm 2011 | Không phát hành      |
| Cobalt Blue                                              | 22 tháng 3 năm 2012  | 28 tháng 11 năm 2013 | Không phát hành      | Không phát hành      |
| Midnight Purple                                          | Không phát hành      | 20 tháng 5 năm 2012  | Không phát hành      | Không phát hành      |
| Light Blue Cerulean Blue TW/HK                           | 20 tháng 3 năm 2013  | Không phát hành      | Không phát hành      | Không phát hành      |
| Gloss Pink Shimmer Pink TW/HK                            | 20 tháng 3 năm 2013  | Không phát hành      | Không phát hành      | Không phát hành      |
| Metallic Red                                             | 13 tháng 6 năm 2013  | Không phát hành      | Không phát hành      | Không phát hành      |
| Pure White                                               | 10 tháng 10 năm 2013 | Không phát hành      | Không phát hành      | Không phát hành      |
| Clear Black                                              | 10 tháng 10 năm 2013 | Không phát hành      | Không phát hành      | Không phát hành      |

Ghi chú
1. 1 2 3  Biến thể Nintendo 3DS màu Aqua Blue đã bị ngừng sản xuất tại Nhật Bản tháng 5 năm 2012,[2] in North America on October 2012,[3] and in Europe at an unknown date.[4]
2. 1 2  Các biến thể Nintendo 3DS màu Cosmo Black và Ice White đã bị ngừng sản xuất tại Nhật Bản tháng 9 năm 2013.[5]
3. 1 2 3  Biến thể Nintendo 3DS màu Flare Red đã bị ngừng sản xuất tại Nhật Bản tháng 10 năm 2012,[7] and in North America and Europe at an unknown date.[4]
4. 1 2  Các biến thể Nintendo 3DS màu Misty Pink và Cobalt Blue đã bị ngừng sản xuất tại Nhật Bản tháng 5 năm 2013.[11]
5. ↑  Biến thể Nintendo 3DS màu Cobalt Blue ở Bắc Mỹ nằm trong gói đi cùng với Luigi's Mansion: Dark Moon.[17]

Các biến thể màu Nintendo 3DS
- Phiên bản  Aqua Blue  của Nintendo 3DS.
- Phiên bản Cosmo/s Black của Nintendo 3DS.
- Phiên bản  Flare / Flame Red  của Nintendo 3DS đã được trình diễn tại E3 2010.

 Aqua Blue  và  Cosmos Black  là những màu duy nhất có sẵn khi ra mắt máy tại Nhật Bản, Bắc Mỹ và Châu Âu.
- Phiên bản tiếng Nhật của hệ máy Nintendo 3DS có màu Pure White được sử dụng ở Đài Loan và Hồng Kông.

### Phiên bản giới hạn

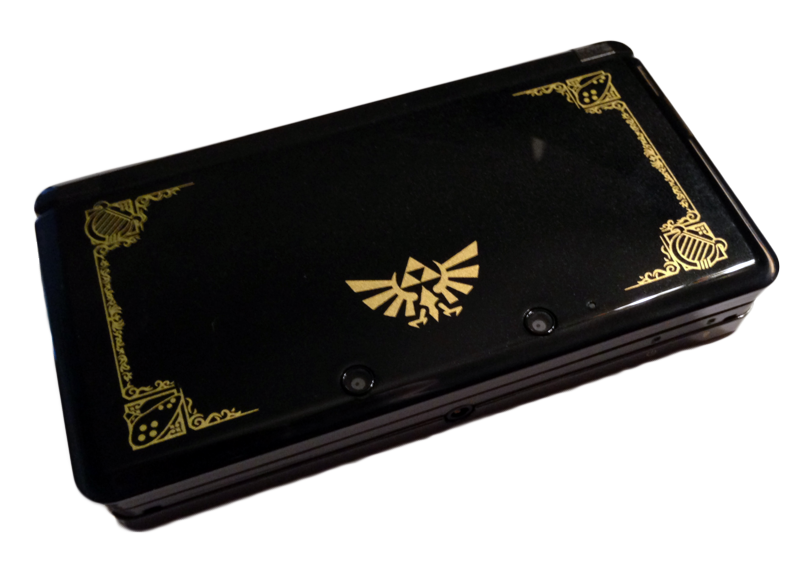
Một phiên bản giới hạn của hệ máy Nintendo 3DS The Legend of Zelda. Máy được đóng gói cùng với The Legend of Zelda: Ocarina of Time 3D để kỷ niệm 25 năm ra mắt. Máy có đề can vàng mang tính biểu tượng, Triforce, cùng với các đồ trang trí khác.

|  | Bán lẻ |  | Cuộc thi / xổ số (Contest/Raffle) |

| Tên                                                          | Màu nền          | Màu hình dan    | Có ở           | Ngày phát hành         | Ngày phát hành         | Ngày phát hành         | Ngày phát hành        | Ngày phát hành       |
| Tên                                                          | Màu nền          | Màu hình dan    | Có ở           | Nhật Bản               | Bắc Mỹ                 | Châu Âu                | Úc                    | Đài Loan             |
| ------------------------------------------------------------ | ---------------- | --------------- | -------------- | ---------------------- | ---------------------- | ---------------------- | --------------------- | -------------------- |
| Heroes of Ruin                                               | Grey             | Light grey      | Contest/Raffle | Tháng 8 ngày 2011      | Tháng 8 ngày 2011      | Tháng 8 ngày 2011      | Tháng 8 ngày 2011     | Không phát hành      |
| The Legend of Zelda 25th Anniversary                         | Cosmos Black     | Golden          | Retail         | Tháng 12 ngày 5, 2011  | Tháng 11 ngày 25, 2011 | Tháng 11 ngày 25, 2011 | Tháng 12 ngày 1, 2011 | Không phát hành      |
| SD Gundam G Generation                                       | Flare Red        | Black           | Retail         | Tháng 12 ngày 22, 2011 | Không phát hành        | Không phát hành        | Không phát hành       | Không phát hành      |
| Monster Hunter Tri                                           | Ice White        | Red             | Retail         | Tháng 12 ngày 10, 2011 | Không phát hành        | Không phát hành        | Không phát hành       | Không phát hành      |
| Mario                                                        | Flare Red        | Mario's outfit  | Contest/Raffle | Tháng 1 ngày 15, 2012  | Không phát hành        | Tháng 1 ngày 2012      | Tháng 1 ngày 2012     | Không phát hành      |
| Princess Peach                                               | Misty/Coral Pink | Peach's dress   | Contest/Raffle | Tháng 1 ngày 15, 2012  | Unreleased             | Tháng 1 ngày 2012      | Tháng 1 ngày 2012     | Không phát hành      |
| Toad                                                         | Ice White        | Toad's hat      | Contest/Raffle | Tháng 1 ngày 15, 2012  | Không phát hành        | Tháng 1 ngày 2012      | Tháng 1 ngày 2012     | Không phát hành      |
| New Love Plus+ Rinko (3 Variations: Manaka, Nene, and Rinko) | Cosmos Black     | White and blue  | Contest/Raffle | Tháng 2 ngày 8, 2012   | Không phát hành        | Không phát hành        | Không phát hành       | Không phát hành      |
| Metal Gear Solid: Snake Eater 3D                             | Cosmos Black     | Faux snake skin | Contest/Raffle | Tháng 3 ngày 8, 2012   | Không phát hành        | Không phát hành        | Không phát hành       | Không phát hành      |
| Kingdom Hearts 3D: Dream Drop Distance                       | Cosmos Black     | Black and Pink  | Retail         | Tháng 3 ngày 29, 2012  | Không phát hành        | Không phát hành        | Không phát hành       | Không phát hành      |
| CoroCoro Comics 35th Anniversary                             | Cosmos Black     | Golden          | Contest/Raffle | Tháng 4 ngày 14, 2012  | Không phát hành        | Không phát hành        | Không phát hành       | Không phát hành      |
| Fire Emblem: Awakening                                       | Cobalt Blue      | Light blue      | Retail         | Tháng 4 ngày 19, 2012  | Tháng 2 ngày 4, 2013   | Không phát hành        | Không phát hành       | Không phát hành      |
| Dragon Quest Monsters: Terry's Wonderland 3D                 | Ice White        | Light blue      | Retail         | Tháng 5 ngày 31, 2012  | Không phát hành        | Không phát hành        | Không phát hành       | Không phát hành      |
| DoraKazu: Nobita no Suuji Daibouken                          | Light Blue       | White           | Contest/Raffle | Không phát hành        | Không phát hành        | Không phát hành        | Không phát hành       | Tháng 9 ngày 3, 2013 |
| Monster Hunter 4                                             | Light Blue       | White           | Retail         | Tháng 11 ngày 7, 2013  | Không phát hành        | Không phát hành        | Không phát hành       | Không phát hành      |

### Màu của đế sạc
| Tên   | Ngày phát hành        | Ngày phát hành        | Ngày phát hành        | Ngày phát hành        | Ngày phát hành        | Ngày phát hành        | Ngày phát hành        |
| Tên   | Nhật Bản              | Bắc Mỹ                | Châu Âu               | Úc                    | Hàn Quốc              | Đài Loan              | Hong Kong             |
| ----- | --------------------- | --------------------- | --------------------- | --------------------- | --------------------- | --------------------- | --------------------- |
| Black | Tháng 2 ngày 26, 2011 | Tháng 3 ngày 27, 2011 | Tháng 3 ngày 25, 2011 | Tháng 3 ngày 31, 2011 | Tháng 4 ngày 28, 2012 | Tháng 9 ngày 28, 2012 | Tháng 9 ngày 28, 2012 |

## Nintendo 3DS XL

### Màu cơ bản
|  | Có sẵn |  | Giới hạn |  | Ngưng phát hành |

| Name           | Ngày phát hành       | Ngày phát hành      | Ngày phát hành         | Ngày phát hành           | Ngày phát hành        | Ngày phát hành         | Ngày phát hành         |
| Name           | Nhật Bản             | Bắc Mỹ              | Châu Âu                | Úc                       | Hàn Quốc              | Đài Loan               | Hong Kong              |
| -------------- | -------------------- | ------------------- | ---------------------- | ------------------------ | --------------------- | ---------------------- | ---------------------- |
| Silver + Black | 28 tháng 7 năm 2012  | Không phát hành     | Tháng 7 ngày 28, 2012  | Tháng 8 ngày 23, 2012    | 20 tháng 9 năm 2012   | Không phát hành        | Không phát hành        |
| Red + Black    | 28 tháng 7 năm 2012  | 19 tháng 8 năm 2012 | Tháng 7 ngày 28, 2012  | Tháng 8 ngày 23, 2012    | Tháng 9 ngày 20, 2012 | Tháng 11 ngày 21, 2014 | Tháng 11 ngày 21, 2014 |
| Blue + Black   | 11 tháng 10 năm 2012 | 19 tháng 8 năm 2012 | Tháng 7 ngày 28, 2012  | Tháng 8 ngày 23, 2012    | Tháng 1 ngày 16, 2014 | Tháng 9 ngày 28, 2012  | Tháng 9 ngày 28, 2012  |
| White          | 28 tháng 7 năm 2012  | Không phát hành     | Tháng 11 ngày 16, 2012 | Tháng 12 ngày 6, 2012    | Tháng 9 ngày 20, 2012 | Tháng 9 ngày 28, 2012  | Tháng 9 ngày 28, 2012  |
| Pink + White   | 28 tháng 9 năm 2012  | 1 tháng 2 năm 2013  | Không phát hành        | Không phát hành          | Tháng 4 ngày 17, 2014 | Không phát hành        | Không phát hành        |
| Black          | 1 tháng 11 năm 2012  | 11 tháng 8 năm 2013 | Tháng 3 ngày 22, 2013  | ngày 23 tháng 3 năm 2013 | Không phát hành       | Không phát hành        | Không phát hành        |
| Mint + White   | 18 tháng 4 năm 2013  | Không phát hành     | Không phát hành        | Không phát hành          | Không phát hành       | Không phát hành        | Không phát hành        |
| Pink           | Không phát hành      | Không phát hành     | Tháng 5 ngày 31, 2013  | Không phát hành          | Không phát hành       | Không phát hành        | Không phát hành        |

Ghi chú
Các biến thể màu của Nintendo 3DS XL/LL
- Phiên bản  Black của Nintendo 3DS XL.
- Phiên bản Blue + Black ' của Nintendo 3DS XL.
- Phiên bản Silver + Black' của Nintendo 3DS XL.

Bên trong máy có màu đen hoặc trắng, trong khi mặt trước và mặt sau có màu phụ.

### Màu phiên bản đặc biệt
| Orange + Black    | Tháng 11 ngày 28, 2013 | Không phát hành | Không phát hành | Không phát hành |
| Turquoise + Black | Tháng 11 ngày 28, 2013 | Không phát hành | Không phát hành | Không phát hành |

### Phiên bản giới hạn
|  | Bán lẻ |  | Nhà bán lẻ chọn lọc |  | Cuộc thi/xổ số |

| Tên                                                              | Màu nền                | Màu hình dán                | Có ở                      | Ngày phát hành            | Ngày phát hành            | Ngày phát hành           | Ngày phát hành           | Ngày phát hành            |
| Tên                                                              | Màu nền                | Màu hình dán                | Có ở                      | Nhật Bản                  | Bắc Mỹ                    | Châu Âu                  | Úc                       | Hàn Quốc                  |
| ---------------------------------------------------------------- | ---------------------- | --------------------------- | ------------------------- | ------------------------- | ------------------------- | ------------------------ | ------------------------ | ------------------------- |
| Pikachu                                                          | Yellow + White         | —                           | Nhà bán lẻ được chọn (JP) | ngày 15 tháng 9 năm 2012  | ngày 24 tháng 3 năm 2013  | ngày 7 tháng 12 năm 2012 | Unreleased               | ngày 13 tháng 12 năm 2012 |
| Pikachu                                                          | Yellow + White         | —                           | Nhà bán lẻ (WW)           | ngày 15 tháng 9 năm 2012  | ngày 24 tháng 3 năm 2013  | ngày 7 tháng 12 năm 2012 | Unreleased               | ngày 13 tháng 12 năm 2012 |
| Culdcept                                                         | Silver + Black         | Dark silver                 | Contest/Raffle            | ngày 3 tháng 11 năm 2012  | Không phát hành           | Không phát hành          | Không phát hành          | Không phát hành           |
| Animal Crossing: New Leaf                                        | White                  | Various                     | Nhà bán lẻ                | ngày 8 tháng 11 năm 2012  | ngày 9 tháng 6 năm 2013   | ngày 14 tháng 6 năm 2013 | Không phát hành          | ngày 7 tháng 2 năm 2013   |
| New Super Mario Bros. 2 (Nhật Bản)                               | Red + Black            | Light red                   | Nhà bán lẻ                | ngày 15 tháng 11 năm 2012 | Không phát hành           | Không phát hành          | Không phát hành          | ngày 28 tháng 8 năm 2014  |
| New Super Mario Bros. 2 (North America)                          | Red + Black            | Light red + gold            | Nhà bán lẻ được chọn      | Unreleased                | ngày 27 tháng 11 năm 2014 | Không phát hành          | Không phát hành          | Không phát hành           |
| Charizard                                                        | Black                  | Gold                        | Nhà bán lẻ được chọn      | ngày 9 tháng 2 năm 2013   | Không phát hành           | Không phát hành          | Không phát hành          | Không phát hành           |
| Super Robot Wars UX                                              | Black                  | Silver                      | Nhà bán lẻ                | ngày 14 tháng 3 năm 2013  | Không phát hành           | Không phát hành          | Không phát hành          | Không phát hành           |
| Fire Emblem: Awakening                                           | Blue + Black           | Light blue                  | Nhà bán lẻ                | Không phát hành           | Không phát hành           | ngày 19 tháng 4 năm 2013 | Không phát hành          | Không phát hành           |
| Shin Megami Tensei IV                                            | White                  | Black                       | Nhà bán lẻ                | ngày 23 tháng 5 năm 2013  | Không phát hành           | Không phát hành          | Không phát hành          | Không phát hành           |
| Tomodachi Collection: New Life                                   | White                  | Mint                        | Nhà bán lẻ                | ngày 18 tháng 4 năm 2013  | Không phát hành           | Không phát hành          | Không phát hành          | Không phát hành           |
| Year of Luigi                                                    | White                  | Green shades                | Nhà bán lẻ                | ngày 18 tháng 6 năm 2013  | Không phát hành           | Tháng 11 ngày 1, 2013    | Không phát hành          | Không phát hành           |
| Eevee                                                            | White                  | Brown shades                | Nhà bán lẻ được chọn      | ngày 22 tháng 6 năm 2013  | Không phát hành           | Không phát hành          | Không phát hành          | Không phát hành           |
| Disney Magic Castle: My Happy Life                               | White                  | Golden and white            | Nhà bán lẻ                | ngày 11 tháng 7 năm 2013  | ngày 11 tháng 4 năm 2014  | Không phát hành          | Không phát hành          | Không phát hành           |
| Monster Hunter 4                                                 | Goa Magara Black       | Gold + Grey                 | Nhà bán lẻ                | ngày 14 tháng 9 năm 2013  | Không phát hành           | Không phát hành          | Không phát hành          | Không phát hành           |
| Monster Hunter 4                                                 | Felyne White           | Light silver                | Nhà bán lẻ                | ngày 14 tháng 9 năm 2013  | Không phát hành           | Không phát hành          | Không phát hành          | Không phát hành           |
| Pokémon X and Y                                                  | Blue + Black           | White Xerneas Black Yveltal | Nhà bán lẻ                | ngày 12 tháng 10 năm 2013 | ngày 27 tháng 9 năm 2013  | ngày 27 tháng 9 năm 2013 | ngày 27 tháng 9 năm 2013 | Không phát hành           |
| Pokémon X and Y                                                  | Red + Black            | White Xerneas Black Yveltal | Nhà bán lẻ                | Unreleased                | ngày 27 tháng 9 năm 2013  | ngày 27 tháng 9 năm 2013 | ngày 27 tháng 9 năm 2013 | Không phát hành           |
| Pokémon X and Y                                                  | Premium Gold + Black   | Black                       | Nhà bán lẻ được chọn      | ngày 12 tháng 10 năm 2013 | Không phát hành           | Không phát hành          | Không phát hành          | Không phát hành           |
| One Piece: Unlimited World Red                                   | Black                  | Red                         | Nhà bán lẻ                | ngày 21 tháng 11 năm 2013 | Không phát hành           | Không phát hành          | Không phát hành          | Không phát hành           |
| One Piece: Unlimited World Red                                   | Pink + White           | Pink shades                 | Nhà bán lẻ                | ngày 21 tháng 11 năm 2013 | Không phát hành           | Không phát hành          | Không phát hành          | Không phát hành           |
| The Legend of Zelda: A Link Between Worlds                       | Gold + Black           | Gold and Black              | Nhà bán lẻ                | Tháng 12 ngày 12, 2013    | Tháng 11 ngày 22, 2013    | Tháng 11 ngày 22, 2013   | Tháng 11 ngày 23, 2013   | Tháng 6 ngày 21, 2014     |
| Mario & Luigi: Dream Team                                        | Silver + Black         | Golden                      | Nhà bán lẻ                | Không phát hành           | Tháng 12 ngày 2, 2013     | Không phát hành          | Không phát hành          | Không phát hành           |
| Dragon Quest Monsters 2: Iru and Luca's Marvelous Mysterious Key | White                  | Silver and blue             | Nhà bán lẻ                | Tháng 2 ngày 6, 2014      | Không phát hành           | Không phát hành          | Không phát hành          | Không phát hành           |
| Yoshi's New Island                                               | Green + White          | —                           | Nhà bán lẻ                | Không phát hành           | Tháng 3 ngày 14, 2014     | Tháng 3 ngày 14, 2014    | Tháng 3 ngày 15, 2014    | Không phát hành           |
| Monster Hunter 4                                                 | Rajang Gold            | —                           | Nhà bán lẻ                | Tháng 3 ngày 27, 2014     | Không phát hành           | Không phát hành          | Không phát hành          | Không phát hành           |
| New Love Plus+ Rinko                                             | White                  | Green shades                | Nhà bán lẻ                | ngày 27 tháng 3 năm 2014  | Không phát hành           | Không phát hành          | Không phát hành          | Không phát hành           |
| New Love Plus+ Nene                                              | White                  | Pink shades                 | Nhà bán lẻ                | ngày 27 tháng 3 năm 2014  | Không phát hành           | Không phát hành          | Không phát hành          | Không phát hành           |
| New Love Plus+ Manaka                                            | White                  | Blue shades                 | Nhà bán lẻ                | ngày 27 tháng 3 năm 2014  | Không phát hành           | Không phát hành          | Không phát hành          | Không phát hành           |
| Super Smash Bros. for Nintendo 3DS                               | Red + Black            | Black                       | Nhà bán lẻ                | Không phát hành           | ngày 19 tháng 9 năm 2014  | ngày 3 tháng 10 năm 2014 | ngày 4 tháng 10 năm 2014 | Không phát hành           |
| Super Smash Bros. for Nintendo 3DS                               | Blue + Black           | Black                       | Nhà bán lẻ                | Không phát hành           | ngày 19 tháng 9 năm 2014  | Không phát hành          | Không phát hành          | Không phát hành           |
| Retro NES Style                                                  | Gray                   | Red & Black                 | Nhà bán lẻ được chọn      | Unreleased                | ngày 10 tháng 10 năm 2014 | Không phát hành          | Không phát hành          | Không phát hành           |
| Persona Q                                                        | Dark Blue + Light Blue | White                       | Nhà bán lẻ được chọn      | ngày 5 tháng 6 năm 2014   | ngày 25 tháng 11 năm 2014 | Không phát hành          | Không phát hành          | ngày 23 tháng 10 năm 2014 |

### Màu đế sạc
|  | Có sẵn |  | Giới hạn |

| Black  | Không phát hành          | Không phát hành           | Tháng 8 ngày 24, 2013   | Không phát hành          |
| Blue   | ngày 30 tháng 3 năm 2013 | ngày 31 tháng 10 năm 2013 | ngày 9 tháng 1 năm 2014 | ngày 9 tháng 12 năm 2014 |
| Yellow | ngày 30 tháng 3 năm 2013 | ngày 31 tháng 10 năm 2013 | ngày 9 tháng 1 năm 2014 | ngày 9 tháng 12 năm 2014 |
| Red    | ngày 30 tháng 3 năm 2013 | ngày 31 tháng 10 năm 2013 | ngày 9 tháng 1 năm 2014 | ngày 9 tháng 12 năm 2014 |
| Green  | ngày 30 tháng 3 năm 2013 | ngày 31 tháng 10 năm 2013 | ngày 9 tháng 1 năm 2014 | ngày 9 tháng 12 năm 2014 |
| White  | ngày 30 tháng 3 năm 2013 | ngày 31 tháng 10 năm 2013 | ngày 9 tháng 1 năm 2014 | ngày 9 tháng 12 năm 2014 |

### iQue 3DS XL
| Tên           | Màu nền        | Màu dán   | Ngày phát hành | Ngày phát hành      | Ngày phát hành   | Ngày phát hành   |
| Tên           | Màu nền        | Màu dán   | Trung Quốc | Nhật Bản            | Nam Á            | Trung Á          |
| ------------- | -------------- | --------- | --- | ------------------- | ---------------- | ---------------- |
| Mario         | White          | Red       | Tháng 12 ngày 2012 | 8 tháng 11 năm 2013 | tháng 1 năm 2014 | tháng 1 năm 2014 |
| Mario & Luigi | Red + Black    | Gold      | data-sort-value="" style="background: var(--background-color-interactive, #ececec); color: var(--color-base, inherit); vertical-align: middle; text-align: center; " class="table-na" \| Không phát hành | Không phát hành     | Không phát hành  |                  |
| Mario & Luigi | Silver + Black | Dark grey | Tháng 12 ngày 2012 | 8 tháng 11 năm 2013 | Không phát hành  | Không phát hành  |

## Nintendo 2DS

### Màu cơ bản
|  | Có sẵn |  | Giới hạn |  | Ngưng phát hành |

| Tên                              | Ngày phát hành                                      | Ngày phát hành       | Ngày phát hành           | Ngày phát hành           |
| Tên                              | Nhật Bản                                            | Bắc Mỹ               | Châu Âu                  | Úc                       |
| -------------------------------- | --------------------------------------------------- | -------------------- | ------------------------ | ------------------------ |
| Black + Blue Electric Blue NA    | Không phát hành                                     | 12 tháng 10 năm 2013 | Tháng 10 ngày 12, 2013   | Tháng 10 ngày 12, 2013   |
| Black + Red Crimson Red NA       | Không phát hành                                     | 12 tháng 10 năm 2013 | Không phát hành          | Không phát hành          |
| White + Red Scarlet Red NA       | Không phát hành                                     | 25 tháng 8 năm 2017  | Tháng 10 ngày 12, 2013   | Tháng 10 ngày 12, 2013   |
| Pink + White                     | Không phát hành                                     | Không phát hành      | Tháng 5 ngày 16, 2014    | Tháng 5 ngày 17, 2014    |
| White + Green Sea Green NA       | Không phát hành                                     | 6 tháng 6 năm 2014   | Không phát hành          | Không phát hành          |
| Transparent Red Crystal Red NA   | ngày 27 tháng 2 năm 2016                            | 21 tháng 11 năm 2014 | Tháng 11 ngày 28, 2014   | Tháng 11 ngày 21, 2014   |
| Transparent Blue Crystal Blue NA | ngày 27 tháng 2 năm 2016 (Pokémon Center exclusive) | 21 tháng 11 năm 2014 | Tháng 11 ngày 28, 2014   | Tháng 11 ngày 21, 2014   |
| Transparent Yellow               | ngày 27 tháng 2 năm 2016                            | Không phát hành      | ngày 27 tháng 2 năm 2016 | ngày 27 tháng 2 năm 2016 |
| Transparent Green                | ngày 27 tháng 2 năm 2016                            | Không phát hành      | Không phát hành          | Không phát hành          |
| Transparent Black                | Tháng 9 ngày 15, 2016                               | Không phát hành      | Không phát hành          | Không phát hành          |
| Red Crimson Red 2 NA             | Tháng 9 ngày 15, 2016                               | 8 tháng 11 năm 2016  | Không phát hành          | Không phát hành          |
| Blue Electric Blue 2 NA          | Tháng 9 ngày 15, 2016                               | 8 tháng 11 năm 2016  | Không phát hành          | Không phát hành          |
| Lavender                         | Tháng 9 ngày 15, 2016                               | Không phát hành      | Không phát hành          | Không phát hành          |
| Pink                             | Tháng 9 ngày 15, 2016                               | Không phát hành      | Không phát hành          | Không phát hành          |
| White + Yellow                   | Tháng 12 ngày 15, 2016                              | Không phát hành      | Không phát hành          | Không phát hành          |

### Màu đặc biệt
| Tên                                                  | Ngày phát hành        | Ngày phát hành         | Ngày phát hành         | Ngày phát hành  |
| Tên                                                  | Nhật Bản              | Bắc Mỹ                 | Châu Âu                | Úc              |
| ---------------------------------------------------- | --------------------- | ---------------------- | ---------------------- | --------------- |
| Peach Pink (Disney Magical World)                    | Không phát hành       | Tháng 4 ngày 11, 2014  | Không phát hành        | Không phát hành |
| Link Green (The Legend of Zelda: Ocarina of Time 3D) | Không phát hành       | Tháng 11 ngày 23, 2017 | Không phát hành        | Không phát hành |
| Baby Blue (Pokémon Sun and Moon)                     | Tháng 12 ngày 8, 2016 | Không phát hành        | Tháng 11 ngày 23, 2016 | Không phát hành |
| Yellow (Super Mario Maker for Nintendo 3DS)          | Không phát hành       | Không phát hành        | Không phát hành        | Không phát hành |

### Màu sắc hộp đựng
| Tên    | Ngày phát hành  | Ngày phát hành         | Ngày phát hành         | Ngày phát hành         | Ngày phát hành        |
| Tên    | Nhật Bản        | Bắc Mỹ                 | Châu Âu                | Úc                     | Hàn Quốc              |
| ------ | --------------- | ---------------------- | ---------------------- | ---------------------- | --------------------- |
| Blue   | Không phát hành | Tháng 10 ngày 12, 2013 | Tháng 10 ngày 12, 2013 | Tháng 10 ngày 12, 2013 | Tháng 12 ngày 7, 2013 |
| Red    | Không phát hành | Tháng 10 ngày 12, 2013 | Tháng 10 ngày 12, 2013 | Tháng 10 ngày 12, 2013 | Tháng 12 ngày 7, 2013 |
| Silver | Không phát hành | Không phát hành        | Tháng 12 ngày 14, 2013 | Không phát hành        | Không phát hành       |

## New Nintendo 3DS

### Màu cơ bản
|  | Có sẵn |  | Giới hạn |  | Ngưng phát hành |

| Tên   | Ngày phát hành       | Ngày phát hành                                                            | Ngày phát hành | Ngày phát hành         |
| Tên   | Nhật Bản             | Bắc Mỹ                                                                    | Châu Âu | Úc                     |
| ----- | -------------------- | ------------------------------------------------------------------------- | --- | ---------------------- |
| White | 11 tháng 10 năm 2014 | 25 tháng 9 năm 2015 (Part of Animal Crossing: Happy Home Designer bundle) | Tháng 1 ngày 6, 2015 (Ambassador Edition, select Club Nintendo members only) Tháng 2 ngày 13, 2015 (General release) | Tháng 11 ngày 21, 2014 |
| Black | 11 tháng 10 năm 2014 | ngày 25 tháng 11 năm 2016 (Part of Super Mario Black Edition bundle)      | Tháng 2 ngày 13, 2015                                                                                                | Tháng 10 ngày 17, 2015 |

### Phiên bản đặc biệt
| Màu                                  | Màu khung | Ngày phát hành                                | Ngày phát hành                                                                                               | Ngày phát hành                                                     | Ngày phát hành        |
| Màu                                  | Màu khung | Nhật Bản                                      | Bắc Mỹ | Châu Âu                                                            | Úc                    |
| ------------------------------------ | --------- | --------------------------------------------- | --- | ------------------------------------------------------------------ | --------------------- |
| Groudon                              | Black     | Tháng 11 ngày 21, 2014                        | Không phát hành                                                                                              | Không phát hành                                                    | Không phát hành       |
| Kyogre                               | White     | Tháng 11 ngày 21, 2014                        | Không phát hành                                                                                              | Không phát hành                                                    | Không phát hành       |
| Yo-kai Watch                         | White     | Tháng 12 ngày 13, 2014 (chỉ Cover Plates)     | Không phát hành                                                                                              | Không phát hành                                                    | Không phát hành       |
| Ambassador Edition                   | White     | Không phát hành                               | Tháng 2 ngày 5, 2016 (Chỉ Kanji Cover Plates, bán độc quyền trên Nintendo Online Store và Nintendo New York) | Tháng 1 ngày 6, 2015 (chỉ thành viên Club Nintendo)                | Không phát hành       |
| Fire Emblem Fates                    | Black     | Tháng 6 ngày 25, 2015 (như Fire Emblem If)    | Không phát hành                                                                                              | Không phát hành                                                    | Không phát hành       |
| Xenoblade Chronicles 3D              | Black     | Không phát hành                               | Không phát hành                                                                                              | Tháng 6 ngày 26, 2015                                              | Không phát hành       |
| Pokémon Alpha Sapphire               | White     | Không phát hành                               | Không phát hành                                                                                              | Tháng 6 ngày 26, 2015                                              | Không phát hành       |
| Monster Hunter 4 Ultimate            | Black     | Không phát hành                               | Không phát hành                                                                                              | Tháng 6 ngày 26, 2015                                              | Không phát hành       |
| Colorful Star                        | White     | Tháng 9 ngày 17, 2015                         | Tháng 4 ngày 13, 2016 (Chỉ Cover Plates, bán độc quyền trên Nintendo Online Store và Nintendo New York)      | Không phát hành                                                    | Không phát hành       |
| Animal Crossing: Happy Home Designer | White     | Không phát hành                               | Tháng 9 ngày 25, 2015                                                                                        | Tháng 10 ngày 2, 2015                                              | Tháng 11 ngày 5, 2015 |
| Dragon Ball Z: Extreme Butōden       | Black     | Không phát hành                               | Không phát hành                                                                                              | Tháng 10 ngày 16, 2015                                             | Không phát hành       |
| Disney Magic Castle: My Happy Life 2 | White     | Tháng 11 ngày 5, 2015                         | Không phát hành                                                                                              | Không phát hành                                                    | Không phát hành       |
| Style Savvy: Fashion Forward         | White     | Không phát hành                               | Tháng 11 ngày 2016 (Chỉ Cover Plates, bán độc quyền trên Nintendo Online Store và Nintendo New York)         | Tháng 11 ngày 20, 2015 (như New Style Boutique 2: Fashion Forward) | Không phát hành       |
| Super Mario Maker                    | White     | Tháng 11 ngày 28, 2015                        | Không phát hành                                                                                              | Không phát hành                                                    | Không phát hành       |
| Hello Kitty                          | White     | Tháng 11 ngày 28, 2015                        | Không phát hành                                                                                              | Không phát hành                                                    | Không phát hành       |
| Monster Hunter Generations           | Black     | Tháng 11 ngày 28, 2015 (như Monster Hunter X) | Không phát hành                                                                                              | Không phát hành                                                    | Không phát hành       |
| Pokémon 20th Anniversary             | White     | Không phát hành                               | Tháng 2 ngày 27, 2016                                                                                        | Không phát hành                                                    | Không phát hành       |
| Dragon Ball Fusions                  | White     | Tháng 8 ngày 4, 2016                          | Không phát hành                                                                                              | Không phát hành                                                    | Không phát hành       |
| Super Mario 3D Land                  | White     | Không phát hành                               | Tháng 8 ngày 26, 2016                                                                                        | Không phát hành                                                    | Không phát hành       |
| Super Mario Black Edition            | Black     | Không phát hành                               | Tháng 11 ngày 25, 2016                                                                                       | Không phát hành                                                    | Không phát hành       |
| Super Mario White Edition            | White     | Không phát hành                               | Tháng 11 ngày 25, 2016                                                                                       | Không phát hành                                                    | Không phát hành       |
| Osomatsu-san Matsumatsuri            | —         | Tháng 12 ngày 22, 2016                        | Không phát hành                                                                                              | Không phát hành                                                    | Không phát hành       |

## New Nintendo 3DS XL
Màu cơ bản
|  | Có sẵn |  | Giới hạn |  | Ngưng phát hành |

| Tên                            | Ngày phát hành                                         | Ngày phát hành                                                                  | Ngày phát hành                                 | Ngày phát hành         |
| Tên                            | Nhật Bản                                               | Bắc Mỹ*                                                                         | Châu Âu                                        | Úc                     |
| ------------------------------ | ------------------------------------------------------ | ------------------------------------------------------------------------------- | ---------------------------------------------- | ---------------------- |
| Metallic Black New Black NA    | 11 tháng 10 năm 2014                                   | 15 tháng 2 năm 2015                                                             | Tháng 2 ngày 15, 2015 (đã ngưng ở Scandinavia) | Tháng 11 ngày 21, 2014 |
| Metallic Red New Red NA        | 27 tháng 8 năm 2015                                    | 15 tháng 2 năm 2015                                                             | Không phát hành                                | Không phát hành        |
| Metallic Blue                  | Tháng 10 ngày 11, 2014                                 | Không phát hành                                                                 | Tháng 2 ngày 13, 2015 (đã ngưng ở Scandinavia) | Tháng 11 ngày 21, 2014 |
| Pearl White                    | Tháng 6 ngày 11, 2015                                  | Không phát hành                                                                 | Tháng 11 ngày 11, 2016                         | Không phát hành        |
| Lime + Black New Lime Green NA | Tháng 6 ngày 9, 2016                                   | ngày 21 tháng 10 năm 2016 (Gói đi cùng với Super Mario World, độc quyền Amazon) | Không phát hành                                | Không phát hành        |
| Pink + White                   | 9 tháng 6 năm 2016                                     | Không phát hành                                                                 | Tháng 11 ngày 11, 2016                         | Tháng 11 ngày 10, 2016 |
| Galaxy New Galaxy Style NA     | ngày 11 tháng 11 năm 2016 độc quyền(Toys "R" Us Japan) | 2 tháng 9 năm 2016                                                              | Không phát hành                                | Không phát hành        |
| Orange + Black                 | Không phát hành                                        | Không phát hành                                                                 | Tháng 11 ngày 11, 2016                         | Tháng 11 ngày 10, 2016 |

### Phiên bản đặc biệt
| Tên                                                          | Ngày phát hành                                                               | Ngày phát hành                              | Ngày phát hành                              | Ngày phát hành                              |
| Tên                                                          | Nhật Bản                                                                     | Bắc Mỹ                                      | Châu Âu                                     | Úc                                          |
| ------------------------------------------------------------ | ---------------------------------------------------------------------------- | ------------------------------------------- | ------------------------------------------- | ------------------------------------------- |
| Monster Hunter 4 Ultimate                                    | Tháng 10 ngày 11, 2014 (Special Pack) Tháng 3 ngày 3, 2015 (New Hunter Pack) | Tháng 2 ngày 15, 2015 (Bundle/Special Pack) | Tháng 2 ngày 15, 2015 (Bundle/Special Pack) | Tháng 2 ngày 14, 2015                       |
| Super Smash Bros. for Nintendo 3DS                           | Tháng 11 ngày 8, 2014                                                        | Không phát hành                             | Không phát hành                             | Không phát hành                             |
| The Legend of Zelda: Majora's Mask 3D                        | Tháng 2 ngày 14, 2015                                                        | Tháng 2 ngày 15, 2015                       | Tháng 2 ngày 15, 2015 (Bundle/Special Pack) | Tháng 2 ngày 14, 2015                       |
| Animal Crossing: Happy Home Designer                         | Tháng 7 ngày 30, 2015                                                        | Không phát hành                             | Tháng 10 ngày 2, 2015 (Bundle/Special Pack) | Tháng 10 ngày 3, 2015 (Bundle/Special Pack) |
| Hyrule Edition                                               | Tháng 1 ngày 21, 2016                                                        | Tháng 10 ngày 30, 2015 (GameStop exclusive) | Tháng 3 ngày 24, 2016                       | Tháng 3 ngày 24, 2016                       |
| Monster Hunter Generations (Metallic Red)                    | Tháng 11 ngày 28, 2015 (as Monster Hunter X)                                 | Không phát hành                             | Tháng 7 ngày 15, 2016                       | Tháng 7 ngày 15, 2016                       |
| Fire Emblem Fates                                            | Tháng 8 ngày 1, 2016 (as Fire Emblem If)                                     | Tháng 2 ngày 19, 2016                       | Tháng 5 ngày 20, 2016                       | Tháng 5 ngày 21, 2016                       |
| Monster Hunter X (Hunting Life)                              | Tháng 4 ngày 28, 2016                                                        | Không phát hành                             | Không phát hành                             | Không phát hành                             |
| Monster Hunter Generations (Metallic Blue)                   | Không phát hành                                                              | Tháng 7 ngày 15, 2016                       | Không phát hành                             | Không phát hành                             |
| Super Famicom Special Edition                                | Tháng 8 ngày 1, 2016                                                         | Không phát hành                             | Không phát hành                             | Không phát hành                             |
| Solgaleo and Lunala Edition Solgaleo Lunala Black Edition NA | Tháng 11 ngày 18, 2016                                                       | Tháng 10 ngày 28, 2016                      | Tháng 11 ngày 23, 2016                      | Tháng 11 ngày 3, 2016                       |
| Pikachu Edition                                              | Tháng 11 ngày 18, 2016                                                       | Tháng 2 ngày 24, 2017                       | Không phát hành                             | Không phát hành                             |
| Metroid: Samus Returns                                       | Tháng 9 ngày 15, 2017                                                        | Tháng 9 ngày 15, 2017                       | Tháng 9 ngày 15, 2017                       | Tháng 9 ngày 16, 2017                       |
| Super Nintendo Entertainment System                          | Không phát hành                                                              | Tháng 11 ngày 27, 2017                      | Tháng 10 ngày 13, 2017                      | Tháng 10 ngày 14, 2017                      |

- Phiên bản Bắc Mỹ của New Nintendo 3DS XL được sử dụng ở Đông Nam Á và Trung Đông.

## New Nintendo 2DS XL
Màu cơ bản
|  | Có sẵn |  | Giới hạn |  | Ngưng phát hành |

| Black x Turquoise |  |  | Tháng 7 ngày 13, 2017 | Tháng 7 ngày 28, 2017 | Tháng 7 ngày 28, 2017 | Tháng 6 ngày 15, 2017 |
| White x Orange    |  |  | Tháng 7 ngày 13, 2017 | 6 tháng 10 năm 2017   | Tháng 7 ngày 28, 2017 | Tháng 6 ngày 15, 2017 |
| Black x Lime      |  |  | Tháng 10 ngày 5, 2017 | Không phát hành       | 29 tháng 6 năm 2018   | Không phát hành       |
| White x Lavender  |  |  | Tháng 10 ngày 5, 2017 | Không phát hành       | 29 tháng 6 năm 2018   | Không phát hành       |
| Purple x Silver   |  |  | Không phát hành       | 28 tháng 9 năm 2018   | Không phát hành       | Không phát hành       |

Ghi chú
1. ↑  Gói đi cùng với Mario Kart 7.
2. ↑  Gói đi cùng với Tomodachi Life.

### Phiên bản đặc biệt
| Tên                              | Ngày phát hành         | Ngày phát hành                            | Ngày phát hành         | Ngày phát hành         | Ngày phát hành |
| Tên                              | Nhật Bản               | Bắc Mỹ                                    | Châu Âu                | Úc                     |                |
| -------------------------------- | ---------------------- | ----------------------------------------- | ---------------------- | ---------------------- | -------------- |
| Liquid Metal Slime Edition       | Tháng 7 ngày 29, 2017  |                                           |                        |                        |                |
| Poké Ball Edition                | Tháng 11 ngày 17, 2017 | Tháng 11 ngày 3, 2017                     | Tháng 11 ngày 17, 2017 | Tháng 11 ngày 4, 2017  |                |
| Pikachu Edition                  | Tháng 11 ngày 17, 2017 | Tháng 1 ngày 26, 2018                     | Tháng 1 ngày 26, 2018  | Tháng 1 ngày 27, 2018  |                |
| Animal Crossing New Leaf Edition | Tháng 7 ngày 19, 2018  |                                           | Tháng 7 ngày 20, 2018  | Tháng 7 ngày 21, 2018  |                |
| Hylian Shield Edition            |                        | Tháng 7 ngày 2, 2018 (độc quyền GameStop) |                        |                        |                |
| Mario Kart 7 Edition             | Tháng 7 ngày 19, 2018  |                                           |                        |                        |                |
| Minecraft Creeper Edition        | Tháng 8 ngày 2, 2018   | Không phát hành                           | Tháng 10 ngày 19, 2018 | Tháng 10 ngày 20, 2018 |                |